# Проблем читалаца и писаца
У информатици, проблем читалаца и писаца је пример честог проблема у области конкурентног програмирања. Постоје бар три варијације проблема у којима велики број конкурентних нити може да приступи дељеном ресурсу у исто време. Једна група нити може да врши операцију читања, а друга операцију уписа, уз ограничење да ниједна нит не сме да врши ни читање ни упис, ако у исто време друга нит врши операцију уписа у исти дељени ресурс.
Проблем је први формулисао и решио Пи Џеј Куртоис 1971. године.

## Опис проблема
Постоје два типа процеса, читаоци и писци, који могу да приступају једном запису (дељеном ресурсу). Читаоци могу само да читају садржај записа, а писци могу и да га читају и да га мењају. Да не би дошло до нерегуларне ситуације у којој запису истовремено приступа више писаца или истовремено приступају и писци и читаоци, писци имају право ексклузивног приступа. Са друге стране, дозвољено је да више читалаца истовремено приступа запису.

## Пример решења
Пример решења применом семафора у конкурентном Паскалу, код кога је избегнуто изгладњивање, под условом да је ограничавајући семафор enter праведан:
```
program
 
ReadersWriters
;

const
 
Nreaders
 
=
 
...
 
//broj citalaca

      
Nwriters
 
=
 
...
 
//broj pisaca

var
 
rw
,
 
mutexR
,
 
enter
 
:
 
semaphore
;

    
nr
 
:
 
shared
 
integer
;

procedure
 
Reader
(
i
 
:
 
0
..
Nreaders
-
1
)
;

begin

    
while
 
(
true
)
 
do
 
begin

        
//...

        
wait
(
enter
)
;

        
wait
(
mutexR
)
;

        
nr
 
:=
 
nr
+
1
;

        
if
 
(
nr
 
=
 
1
)
 
then
 
wait
(
rw
)
;

        
signal
(
mutexR
)
;

        
signal
(
enter
)
;

        
//procitaj zapis

        
wait
(
mutexR
)
;

        
nr
 
:=
 
nr
-
1
;

        
if
 
(
nr
 
=
 
0
)
 
then
 
signal
(
rw
)
;

        
signal
(
mutexR
)
;

        
//...

    
end

end
;

procedure
 
Writer
(
i
 
:
 
0
..
Nwiters
-
1
)
;

begin

    
while
 
(
true
)
 
do
 
begin

        
//...

        
wait
(
enter
)
;

        
wait
(
rw
)
;

        
signal
(
enter
)
;

        
//upisi nesto u zapis

        
signal
(
rw
)
;

        
//...

    
end

end
;

begin

    
init
(
rw
,
 
1
)
;

    
init
(
mutexR
,
 
1
)
;

    
init
(
enter
,
 
1
)
;

    
nr
 
:=
 
0
;

    
cobegin

        
Reader
(
0
)
;

        
//...

        
Reader
(
Nreaders
-
1
)
;

        
Writer
(
0
)
;

        
//...

        
Writer
(
Nwriter
-
1
)
;

    
coend

end
.

```